# Spostato di un secondo (singolo)
Spostato di un secondo è un singolo di Marco Masini, pubblicato il 9 febbraio 2017 come primo estratto dall'album omonimo.
Il brano, scritto insieme a Zibba e a Diego Calvetti, è stato presentato al Festival di Sanremo 2017, dove si è piazzato al 13º posto.

## Videoclip
Il video del singolo, uscito in concomitanza della partecipazione al Festival, è stato diretto da Mauro Russo ed è stato registrato per le vie di Monza.

## Classifiche
| Classifica (2017) | Posizione massima |
| ----------------- | ----------------- |
| Italia            | 46                |